# 1995 na Slovensku
Seznam událostí na Slovensku v roce 1995

## Události

### Srpen
- 31. srpna - syn slovenského prezidenta Michala Kováče byl unesen do rakouského Hainburgu. Z činu je podezřívána Slovenská informační služba pod vedením tehdejšího ředitele Ivana Lexy.

### Říjen
- Společnost McDonald's otevřela svou první restauraci na Slovensku, a to v Banské Bystrici

## Narození
- 24. leden - Martin Réway, slovenský hokejový útočník
- 26. únor - Mislav Rosandić, slovenský hokejista chorvatského původu
- 4. dubna - Denis Godly, slovenský hokejový brankář, v současnosti hráč HC Slovan Bratislava
- 3. květen - Celeste Buckinghamová, slovenská zpěvačka americko-švýcarského původu
- 13. červen - Petra Vlhová, slovenská sjezdová lyžařka
- 28. červenec - Nikola Ďuriníková, Slovenská házenkářka
- 13. srpen - Nicole Rajičová, slovenská krasobruslařka soutěžící v ženské sólové kategorii
- 14. srpen - Monika Simančíková, slovenská krasobruslařka
- 29. srpen - Martin Harich, slovenský zpěvák

## Úmrtí
- 11. leden - Lea Mrázová, Slovenská malířka, publicistka a překladatelka (* 1906)
- 15. leden - Anna Bučinská, slovenská rozhlasová herečka (* 1944)
- 15. leden - Vieroslava Matušík, slovenský skladatel (* 1927)
- 3. únor - Pavel Hrivnák, slovenský ekonom a komunistický politik (* 1931)
- 11. únor - Anton Martinkovič, slovenský lékař - hematolog (* 1924)
- 17. únor - Ctibor Matulay, slovenský archivář, pedagog (* 1916)
- 25. únor - Peter Staník, slovenský herec (* 1947)
- 1. březen - Eva Botťánková, slovenská historička estetiky a zakladatelka specializace historie estetiky (* 1944)
- 27. březen - Margita Figuli, slovenská spisovatelka (* 1909)
- 29. březen - Viera Kantorová, Slovenská geoložka (* 1922)
- 4. dubna - Pavel Beckovský, slovenský vojenský letec, protifašistický bojovník (* 1922)
- 8. duben - Andrej Očenáš, slovenský skladatel (* 1911)
- 9. dubna - Miroslav Kropilák, slovenský historik a vysokoškolský pedagog (* 1918)
- 30. duben - Ján Korch, slovenský pedagog a matematik (* 1919)
- 30. duben - Jozef Láník, slovenský fyzik (* 1941)
- 2. květen - Dežo Ursiny, slovenský hudebník (* 1947)
- 8. květen - Jozef Petrašovič, slovenský středoškolský pedagog a entomolog (* 1918)
- 3. červen - Martin Kvetko, slovenský politik (* 1912)
- 21. červen - Katarína Lazarová, slovenská prozaička a překladatelka (* 1914)
- 21. červen - Gustáv Prokeš, slovenský fyzik (* 1915)
- 24. červen - Ján Maďar, slovenský fyzik (* 1926)
- 15. červenec - Ján Stacho, slovenský básník a překladatel (* 1936)
- 17. červenec - Maša Haľamová, slovenská básnířka (* 1908)
- 18. červenec - Michal Harant, slovenský matematik (* 1920)
- 27. červenec - Vladimír Dzurilla, slovenský hokejista a trenér (* 1942)
- 27. červenec - Gorazd Zvonička, slovenský básník (* 1913)
- 18. srpen - Juraj Šváč, slovenský lékař - internista, biochemik a imunolog (* 1938)
- 3. září - Myron Podhájecký, slovenský řeckokatolický kněz, v období komunismu vysvěcen za tajného biskupa (* 1911)
- 7. září - Jozef Moravčík, slovenský osvětový pracovník a divadelní ochotník (* 1921)
- 11. září - Koloman Berényi, slovenský astronom (* 1913)
- 11. září - Mária Dianišková, slovenská sociální pracovnice (* 1912)
- 13. září - Zlatica Tomková, slovenská vysokoškolská pedagožka (* 1931)
- 14. září - Karol Dúbravská, slovenský sochař, výtvarný pedagog, řezbář (* 1913)
- 23. září - Ján Pohronský, slovenský spisovatel pro děti a mládež, prozaik (* 1908)
- 27. září - Ján Zelný, slovenský amatérský entomolog - parnassiológ (* 1920)
- 6. října - Rudolf Sloboda, slovenský spisovatel (* 1938)
- 10. říjen - Vincent Koutek, slovenský veřejný činitel, kulturní a knihovní pracovník (* 1917)
- 11. říjen - Juraj Špitzer, slovenský literární historik a publicista (* 1919)
- 13. říjen - Ján Karolček, slovenský lékař, mikrobiolog (* 1912)
- 18. říjen - Michal Grajcar, slovenský matematik (* 1930)
- 25. říjen - Ivan Stodola, slovenský lékař - dermatovenerologem (* 1922)
- 5. listopad - Ján Záhor, slovenský lékař - chirurg (* 1925)
- 11. listopad - Koloman Gögh, slovenský fotbalista, československý reprezentant (* 1948)
- 11. listopad - Miloslav rybina, slovenský učitel esperanta a organizátor v esperantském hnutí (* 1926)
- 1. prosinec - Jozef Arnold, slovenský důstojník, organizátor lékárnictví (* 1916)
- 5. prosinec - Ján Holec, slovenský pedagog (* 1915)
- 7. prosinec - Juraj Weincziller, slovenský horolezec, horský vůdce a kameraman (* 1937)